# Chotjutau
Chotjutau (rusky Хотютау, Chotjutau) je ledová  náhorní plošina na středním Kavkaze jihozápadně od hory Elbrus, v místě mezi Bočním kavkazským hřbetem a Hlavním kavkazským hřebenem.

## Reliéf
Náhorní plošina Chotjutau se nachází na hranici mezi  Kabardsko-Balkarskem a  Karačajsko-Čerkeskem
a je nejzápadnějším bodem Kabardsko-balkarské republiky. Oficiální hranice mezi Ruskem  a Gruzií probíhá 15 km na jih od náhorní plošiny.
Samotná náhorní plošina je plochý, polouzavřený ledovec. Sněhová pokrývka se zde drží po celý rok a jen občas v létě od okrajů odtává.
Plošina se nachází v oblasti ohraničené ze západu hřebenem Chotjutau, z jihu východním výběžkem vrcholu Azaubaši, u kterého je vidět zasněžený průsmyk Ozvěna války. Na sever od Chotjutau se nachází stejnojmenný průsmyk. Na východě se náhorní plošina stýká s hlubokým údolím ledovce Velký Azau, vlevo od ní se rozprostírá kamenné pole pravobřežní morény ledovce Malý Azau.
Mezi náhorní plošinou a ledovcem Malý Azau se nachází morénové jezero, které je téměř po celý rok pokryto ledem.

## Cesty výstupu
Náhorní plošina Chotjutau je často navštěvována horolezci a mezi turisty je velmi populární.
Oblíbenou trasou horolezců je zejména výstup přes Chotjutau, která spojuje výběžky Bočního kavkazského hřbetu (na severu) a Hlavního kavkazského hřebenu (na jihu). Mezi turisty je poté vyhlášená trasa z údolí řeky Baksan vedoucí k hornímu toku řeky Kubáň.
Díky relativně rovnému terénu náhorní plošiny zde horolezci a turisté často nocují a odpočívají.